# St. Martin (Euskirchen)

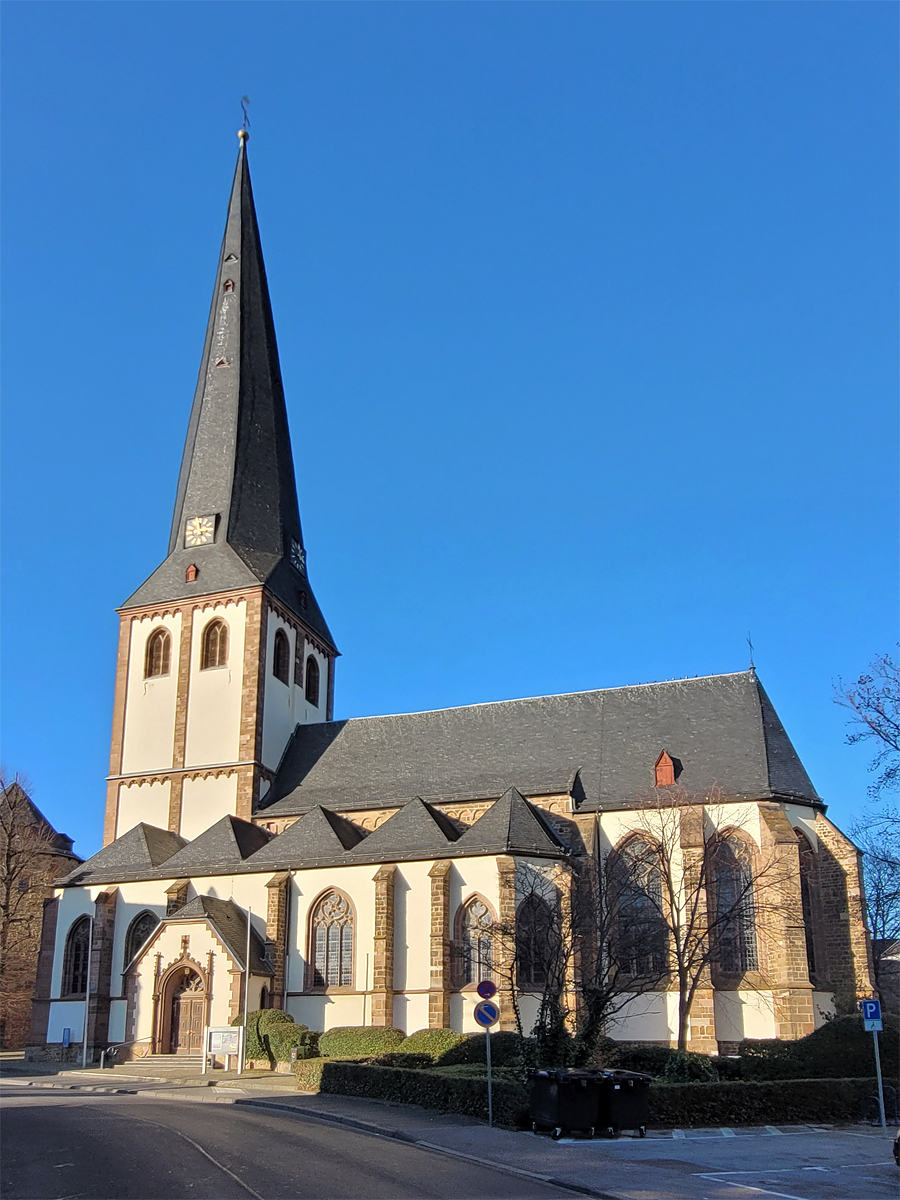
St. Martin

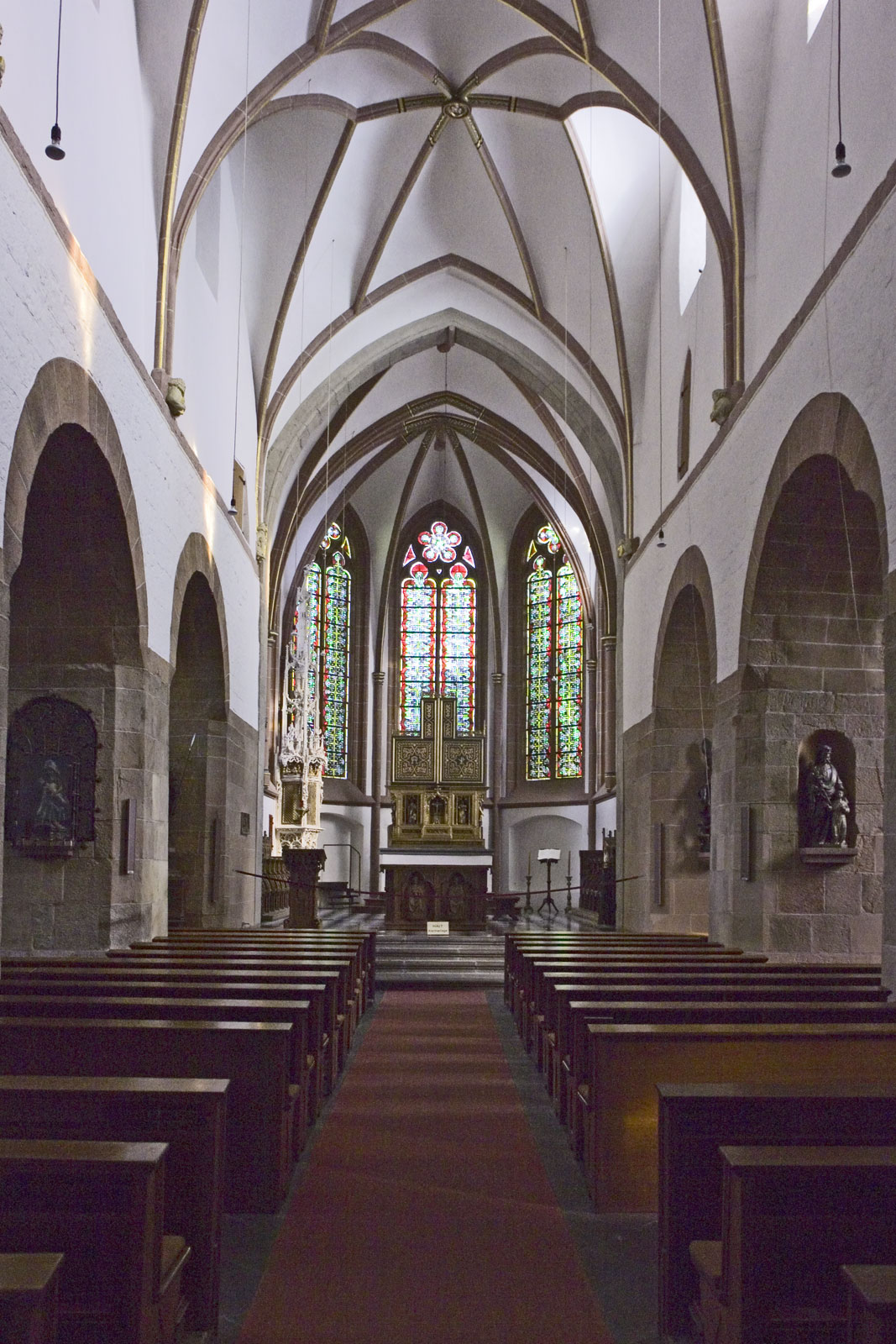
Blick auf den Chor

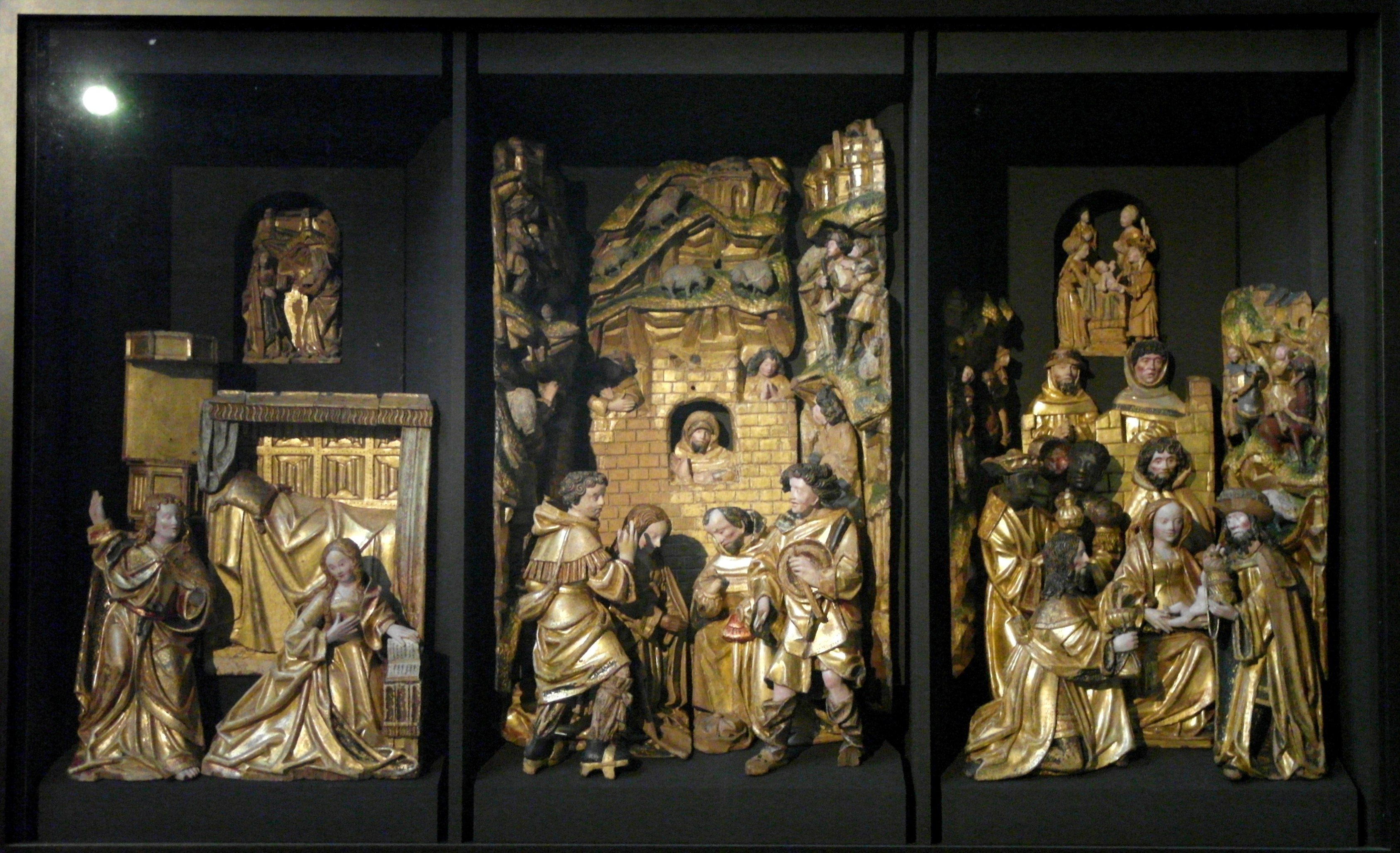
Fragment des Petrusaltars

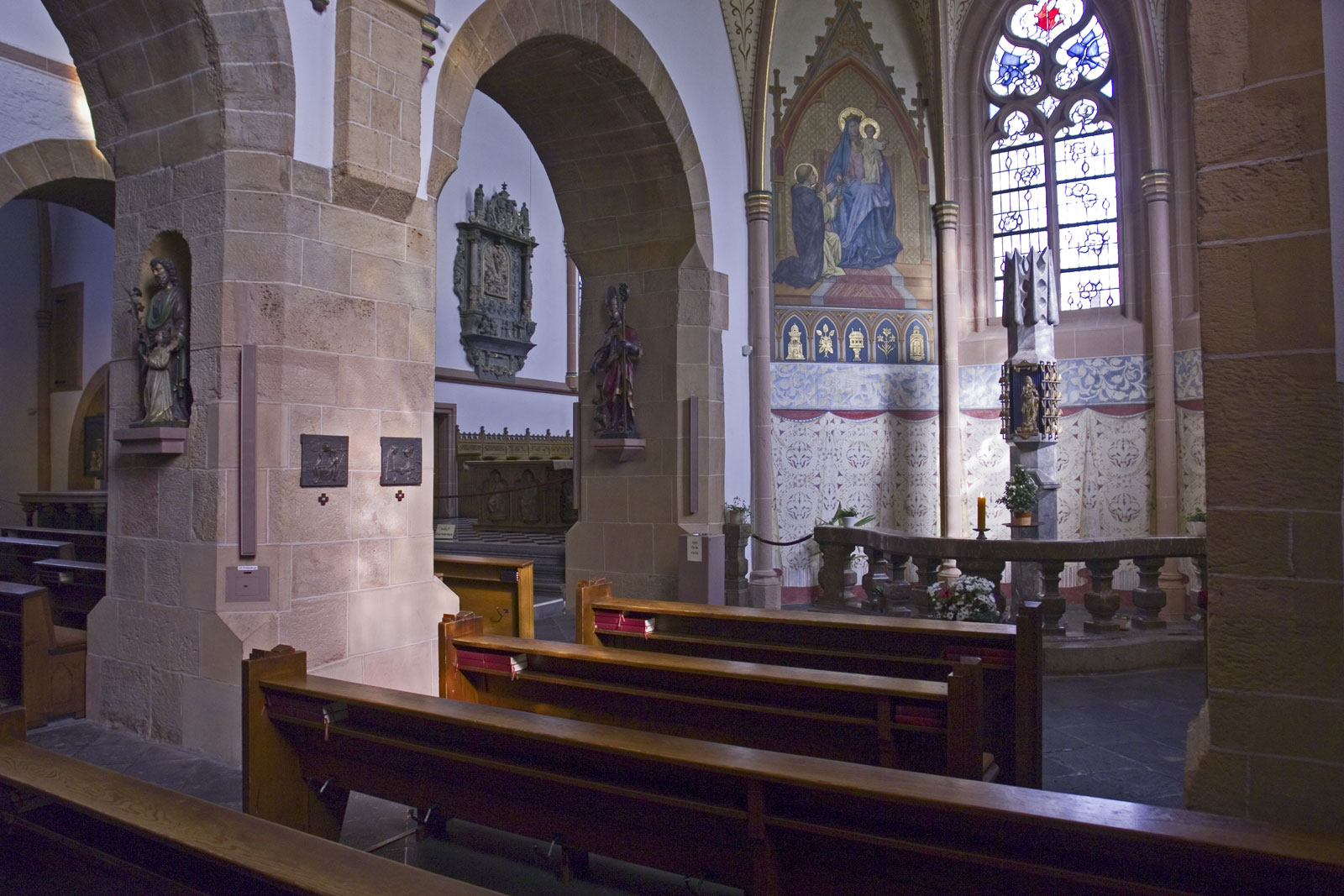
Marienchor mit Euskirchener Madonna

Die katholische Pfarrkirche St. Martin ist ein denkmalgeschütztes Kirchengebäude in Euskirchen, einer Kreisstadt im südlichen Rheinland in Nordrhein-Westfalen (Deutschland).

## Geschichte
Die erste Kirche ist wohl um das Jahr 700 auf einem fränkischen Friedhof errichtet worden. Der Saalbau aus Holz und Stein hatte einen rechteckigen Chorabschluss. Diese wurde Ende des 12. Jahrhunderts durch eine dreijochige Pfeilerbasilika mit einem Chor im Osten und einem Glockenturm im Westen ersetzt. Das Hochschiff wurde mit einer Gliederung aus Rundbogenfriesen und Lisenen versehen. Von dieser Kirche blieben das gesamte Mittelschiff und das Untergeschoss des Turmes erhalten und sind heute Bestandteil des Gebäudes. Ende des 13. Jahrhunderts wurde der Chor um ein Joch ergänzt und zusammen mit dem Langhaus mit gotischen Fenstern versehen. Im 14. Jahrhundert wurde das Mittelschiff mit Netzgewölben ausgestattet. 1490 wird der Kirchturm aufgestockt. 1939 wird die Taufkapelle angebaut, die heute als Schatzkammer dient. Entgegen der Annahme, die schiefstehende Turmspitze sei eine Folge des Erdbebens von 1951, ist dieser Schiefstand, wie man bei Reparaturarbeiten nach eben diesem Erdbeben feststellte, schon bei der Errichtung des Turmhelmes durch die Balkenlage absichtlich herbeigeführt worden, wohl als Tribut an die vorherrschende (nordwestliche) Windrichtung. Auch wurden in der zeitgenössischen Literatur aus den 1950er-Jahren zwar verschiedene Erdbebenschäden kommentiert, der (plötzliche) Schiefstand des Turmhelms findet allerdings keine Erwähnung.

## Ausstattung
- Der Schnitzaltar, der heutige Hochaltar der Kirche, (Flandern bzw. Antwerpen) mit Darstellung der Heiligen Sippe ist ein Werk des Meisters von Overbeck und um 1510 entstanden. Er ist das „erste bildhaft bezeugte Werk des Künstlers“. Der heutige Altar ist im Wesentlichen der ehemalige Annenaltar mit Elementen des ehemaligen Petrusaltars. Die Reste des Petrusaltars sind heute im nördlichen Nebenchor und in originaler Polychromierung zu bewundern. Er ist auch eine Antwerpener Schnitzarbeit, die um 1490 entstanden ist. Die Flügel des Petrusaltars mit der Darstellung des Martyriums Petri und der Offenbarung des Johannes befinden sich heute in der Kirche St. Severin in Köln und wurden an einen Altar, der den Stifter Johann Boichen zeigt, angebracht.[2] Sie sind in der Ostapsis der Kirche zu finden.[3]
- Taufstein aus dem 12. Jahrhundert mit roh behauenen Löwen und Drachen aus Namurer Blaustein.
- Sakramentshäuschen aus der Zeit kurz nach 1500.
- Chorgestühl aus dem 15. Jahrhundert
- Pieta, Holzskulptur in original Farbfassung, aus der 1. Hälfte des 15. Jahrhunderts.
- Die Euskirchener Madonna, eine 50 cm hohe Holzskulptur aus der Zeit um 1500 wird Tilman Riemenschneider oder seiner Werkstatt zugeschrieben. Die Mondsichelmadonna mit dem Jesuskind steht in einer Stele, die Hein Gernot 1972 aus Lahnsteinmarmor mit einem Bronzegitter geschaffen hat. Diese befindet sich am östlichen Ende des südlichen Seitenschiff, dem Marienchor.
- Kruzifix, bei dem ein natürlicher Baumstamm die Form des lateinischen Kreuzes bildet, von 1290, ebenfalls im Marienchor.[4]
- Römischer Matronenstein
- Renaissanceepitaph aus dem 16. Jahrhundert für Heinrich von Binsfeld und seiner Frau Elisabeth von der Horst
- im Kirchenschatz befinden sich unter anderem ein Missale aus der zweiten Hälfte des 15. Jahrhunderts, eine Monstranz, Silber, vergoldet mit Emailarbeiten und Ziersteinen, von 1500, des Weiteren der älteste gotische Kelch des Rheinlandes und eine Kasel aus dem 16. Jahrhundert.[5]

### Glocken
Im Turm hängt ein historisch bedeutsames Geläut aus acht Glocken; der alte hölzerne Glockenstuhl ist noch vorhanden. Bis zum Jahr 2005 befanden sich zwei sogenannte Leihglocken auf dem Turm, die nach St. Heribert in Köln-Deutz kamen. Die Glockengießerei Königliche Eijsbouts goss zwei neue Glocken, wobei die große Glocke eine Rekonstruktion einer vormals vorhandenen Glocke darstellt.
| Nr. | Name        | Gussjahr | Gießer, Gussort               | Durchmesser (mm) | Masse (kg) | Schlagton (HT-1/16) |
| 1   | Johannes    | 2005     | Königliche Eijsbouts, Asten   | 1.490            | 1.756      | h0 +1               |
| 2   | Große Anna  | 1520     | Jan II. van Trier             | 1.315            | ≈1.450     | dis1 +6             |
| 3   |             | 1335     | Magister Sifride              | 1.093            | ≈850       | fis1 +7             |
| 4   | Martinus    | 2005     | Königliche Eijsbouts, Asten   | 977              | 593        | gis1 +6             |
| 5   | Aveglocke   | 1409     | unbezeichnet                  | 922              | ≈540       | ais1 +5             |
| 6   | Katharina   | 1520     | Jan II. van Trier             | 819              | ≈380       | h1 +10              |
| 7   | Genoveva    | 1520     | Jan II. van Trier             | 660              | ≈175       | d2 +8               |
| 8   | Kleine Anna | 1513     | Johann von Alfter (zugeschr.) | 452              | ≈55        | a2 +4               |